# Georg Meissner
Georg Meissner (19. studenoga 1829. – 30. ožujka 1905.) bio je njemački anatom i fiziolog.
Meissner je medicinu studirao na Sveučilištu u Göttingenu, gdje surađivao s Rudolf Wagnerom (1806-1864). Tijekom 1851.g. zajedno s Wagnerom i Theodor Billrothom (1829-1894) sudjelo je u ekspediciji u Trst, gdje su vršili istraživanja riba drhtulja (rod lat. Torpedo). Godine 1852. postao je doktor znanosti u Göttingenu, a kasnije i profesor na sveučilištu u Baselu (od 1855.), Freiburgu (od 1857.) i Göttingenu (od 1860. do 1901).
Njegovo ime je povezano s Meissnerovim tjelešcem, koje je mehanoreceptor za fini osjet dodira. Prvi puta su opisana 1852, te su Meissner i Wagner obojica smatrali da bi sami trebali dobit zaslugu u otkrivanju.
Po njemu je nazvan i Meissnerov pleksus, koji se nalazi u submukozi (podsluznici) probavne cijevi.